# TJ Rudá hvězda Havířov
TJ Rudá hvězda Havířov (celým názvem: Tělovýchovná jednota Rudá hvězda Havířov) byl československý klub ledního hokeje, který sídlil v Havířově v Moravskoslezském kraji . Klub vznikl v polovině 50. let, zhruba od vzniku samostatného města Havířova. V letech 1960-1962 hrával 2. československou hokejovou ligu. Klub skončil v ročníku 1961/62 těsně na předposledním sestupovém místě, po sestupu však klub zanikl a hráči byli přeřazeni do sousedního klubu TJ Baník Důl Dukla Havířov - Suchá.

## Přehled ligové účasti
Stručný přehled
Zdroj: 
- 1958–1959: Krajský přebor - Ostravský kraj (4. ligová úroveň v Československu)
- 1959–1960: Oblastní soutěž (3. ligová úroveň v Československu)
- 1960–1962: 2. liga – sk. C (2. ligová úroveň v Československu)

Jednotlivé ročníky
Legenda: ZČ - základní část, červené podbarvení - sestup, zelené podbarvení - postup, fialové podbarvení - reorganizace, změna skupiny či soutěže
| Československo (1958 – 1962) |                                 |           |           |                                       |          |
| Sezóny                       | Soutěž                          | Úroveň    | ZČ        | Play-off, nadstavba, sk. o udržení... | Poznámky |
| 1958/59                      | Krajský přebor - Ostravský kraj | 4. úroveň | 1. místo  |                                       | Postup   |
| 1959/60                      | Oblastní soutěž – sk. E         | 3. úroveň | 2. místo  |                                       | Postup   |
| 1960/61                      | 2. liga – sk. B                 | 2. úroveň | 10. místo |                                       |          |
| 1961/62                      | 2. liga – sk. B                 | 2. úroveň | 11. místo |                                       | Sestup   |